# Quatuor Arod
Quatuor Arod is een Frans strijkkwartet en werd opgericht in 2013.

## Levensloop
Het Quatuor Arod studeerde bij Mathieu Herzog, Jean Sulem en bij het Artemis Quartet. Daarnaast kregen zij ook les van het Quatuor Ebène en Quatuor Diotima.
Het kwartet heeft reeds in verschillende grote zalen gespeeld zoals het Théâtre des Bouffes du Nord in Parijs, het Arsenal in Metz, Wigmore Hall in Londen, Konzerthaus Wien.
Zij waren onder meer ook te gast op de festivals van Verbier, Montreux, Pablo Casals Festival, Bremen Musikfest.
In 2017 speelde het Quatuor Arod de wereldcreatie van het Eerste Strijkkwartet van de Franse componist Benjamin Attahir
Van 2017 tot 2019 zijn ze benoemd tot BBC New Generation Artist 
Quatuor Arod is ensemble in residentie bij de Fondation Singer-Polignac en ProQuartet-CEMC.

## Prijzen
- 2014: eerste prijs op de FNAPEC European Competition in Parijs [2]
- 2015: eerste prijs op de Carl Nielsen Chamber Music Competition in Kopenhagen [3]
- 2016: eerste prijs op de prestigieuze ARD Wettbewerg in München [4][5]

## Leden
- Jordan Victoria - viool
- Alexandre Vu - viool
- Tanguy Parisot - altviool
- Samy Rachid - cello

## Discografie
Sinds 2017 heeft het het Quatuor Arod een exclusief platencontract met Erato, waar een eerste cd verscheen met kwartetten van Mendelssohn 